# Unbiseptium
Unbiseptium ist ein derzeit hypothetisches chemisches Element mit der Ordnungszahl 127. Im Jahr 1978 gab es einen erfolglosen Versuch der Synthese am Darmstädter UNILAC durch Beschuss von Tantal mit Xenon-Ionen:
{\displaystyle \,_{\ 73}^{nat}\mathrm {Ta} +\,_{\ 54}^{136}\mathrm {Xe} \to \,^{316,317}\mathrm {Ubs} ^{*}\to \ keine\ Atome}
Im Periodensystem steht es zwischen dem 126Unbihexium und dem 128Unbioctium. 
Da von diesem Element keine natürlichen Isotope existieren, müsste es auf künstliche Weise durch Kernreaktionen erzeugt (synthetisiert) werden. Der Name ist vorläufig und leitet sich von der Ordnungszahl ab. Unbiseptium ist möglicherweise das siebte Element, das ein g-Orbital besitzt, wodurch die 5. Schale mit sieben zusätzlichen Elektronen aufgefüllt würde. Im erweiterten Periodensystem gehört es zu den Transactinoiden (im „normalen“ Periodensystem ist es nicht dargestellt).

## Chemische Eigenschaften
Für das Element 127 wird nicht erwartet, dass Atome lange genug existieren, um eine Elektronenkonfiguration um den Kern zu bilden oder dass sogar chemische Bindungen entstehen. Chemische Eigenschaften sind also nicht definierbar.